# Козлов, Фёдор Алексеевич
Фёдор Алексе́евич Козло́в (1931—2016) — российский учёный (ядерная физика), доктор технических наук, лауреат Государственной премии СССР.

## Биография
Родился 27 сентября 1931 года в д. Хохлово Дедовичского района (ныне Псковской области).
Окончил Ляскельскую среднюю школу Сортавальского района Карело-Финской ССР (1950) и Ленинградский политехнический институт, инженер-исследователь (техническая физика).
С 1956 года работал в Обнинске в Физико-энергетическом институте (ФЭИ) на инженерных, научных и административных должностях от старшего лаборанта до первого заместителя директора отделения безопасности ЯЭУ. В последнее время — советник директора отделения.
Сфера научной деятельности — исследование технологии натрия в качестве теплоносителя АЭС с реакторами на быстрых нейтронах.
Читал курс лекций по физической химии и технологии теплоносителей ядерных энергетических установок в Обнинском филиале МИФИ.
Был руководителем фундаментальных исследований физхимии жидкометаллических теплоносителей.
Кандидат (1964), доктор (1982) технических наук, автор более 300 научных трудов, получил 40 авторских свидетельств на изобретения.
Лауреат Государственной премии СССР. Награждён орденом Трудового Красного Знамени и двумя медалями.
Умер в Обнинске 2 октября 2016 года.